# Philipp Gabriel Renczes
Philipp Gabriel Renczes SJ (* 15. März 1964 in Stuttgart) ist ein deutscher Jesuit und Theologe.

## Leben
Das Mitglied der Gesellschaft Jesu seit 1983 erwarb von 1985 bis 1987 den Bakkalaureus in Philosophie an der Hochschule für Philosophie München. Nach der Priesterweihe am 24. April 1992 erwarb er 1999 das Doktorat an der Universität Paris IV. Seit 2020 ist er Professor für Dogmatik an der Pontificia Università Gregoriana.

## Schriften (Auswahl)
- Agir de Dieu et liberté de l’homme. Recherches sur l’anthropologie théologique de saint Maxime le Confesseur. Paris 2003, ISBN 2-204-07158-7.
- Agire di Dio e libertà dell’uomo. Ricerche sull’antropologia teologica di san Massimo il Confessore. Rom 2014, ISBN 8878392987.